# Tennistavolo ai XVII Giochi panamericani
Il tennistavolo ai XVII Giochi panamericani si è svolto al Markham Pan Am Centre di Markham, in Canada, dal 19 al 25 luglio 2015. Erano in programma un torneo di singolare e uno di doppio uomini e donne, per un totale di quattro podi. Nel singolare le partite si concludono al meglio dei sette incontri, nel torneo a squadre al meglio dei cinque incontri. 

## Calendario
| Data          | Inizio | Evento          | Fase               |
| ------------- | ------ | --------------- | ------------------ |
| Dom 19 luglio | 10:05  | Squadre U/D     | Preliminari        |
| Lun 20 luglio | 10:05  | Squadre U/D     | Preliminari/Quarti |
| Mar 21 luglio | 10:05  | Squadre U/D     | Semifinali/Finali  |
| Mer 22 luglio | 10:05  | Individuale U/D | Preliminari        |
| Gio 23 luglio | 10:05  | Individuale U/D | Preliminari        |
| Ven 24 luglio | 10:05  | Individuale U/D | Preliminari        |
| Ven 24 luglio | 19:05  | Individuale U/D | Ottavi di finale   |
| Sab 25 luglio | 10:05  | Individuale U/D | Quarti di finale   |
| Sab 25 luglio | 12:05  | Individuale U/D | Semifinali         |
| Sab 25 luglio | 18:05  | Individuale U/D | Finali             |

## Podi

### Uomini
| Evento               | Oro                                                   | Argento                                                  | Bronzo |
| Singolare (dettagli) | Hugo Calderano                                        | Gustavo Tsuboi                                           | Thiago Monteiro Eugene Wang                                                                                       |
| A squadre (dettagli) | Brasile Hugo Calderano Thiago Monteiro Gustavo Tsuboi | Paraguay Marcelo Aguirre Axel Gavilán Alejandro Toranzos | Porto Rico Brian Afanador Héctor Berríos Daniel González Canada Marko Medjugorac Pierre-Luc Thériault Eugene Wang |

### Donne
| Evento               | Oro                                       | Argento                                       | Bronzo                                                                                    |
| Singolare (dettagli) | Wu Yue                                    | Gui Lin                                       | Caroline Kumahara Lily Zhang                                                              |
| A squadre (dettagli) | Stati Uniti Wu Yue Lily Zhang Zheng Jiaqi | Brasile Gui Lin Caroline Kumahara Lígia Silva | Canada Alicia Cote Luo Anqi Zhang Mo Porto Rico Carelyn Cordero Adriana Díaz Melanie Díaz |

## Medagliere
| Posizione | Nazione     | Oro | Argento | Bronzo | Totale |
| --------- | ----------- | --- | ------- | ------ | ------ |
| 1         | Brasile     | 2   | 3       | 2      | 7      |
| 2         | Stati Uniti | 2   | 0       | 1      | 3      |
| 3         | Paraguay    | 0   | 1       | 0      | 1      |
| 4         | Canada      | 0   | 0       | 3      | 3      |
| 5         | Porto Rico  | 0   | 0       | 2      | 2      |
| Totale    | Totale      | 4   | 4       | 8      | 16     |